# Senomaty

Zentrum von Senomaty

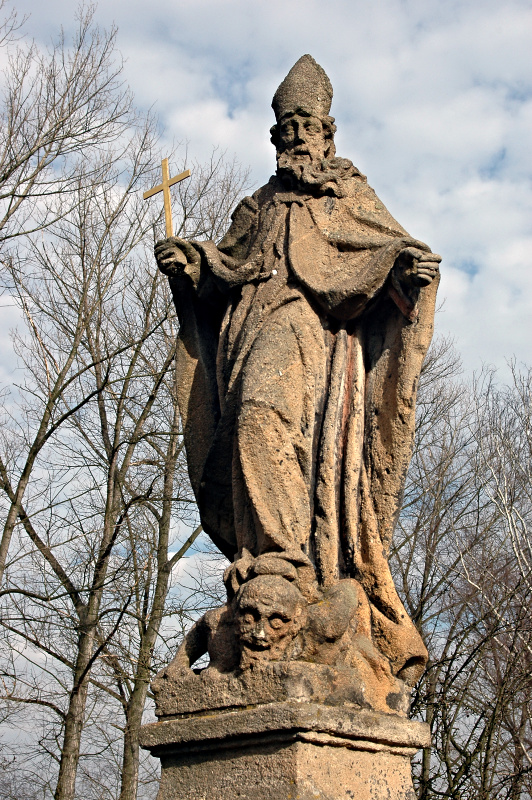
Statue des hl. Prokop

Senomaty (deutsch Senomat) ist eine Minderstadt in Tschechien. Sie liegt sechs Kilometer westlich von Rakovník und gehört zum Okres Rakovník.

## Geographie
Senomaty befindet sich in der Rakovnická kotlina (Rakonitzer Kessel) im Rakonitzer Hügelland. Das Städtchen erstreckt sich beiderseits des Baches Rakovnický potok (Gölde-Bach), in den unterhalb des Ortes der Petrovický potok und der Kolešovický potok einmünden. Am östlichen Ortsausgang liegt der Teich Senomatský rybník. Nördlich erhebt sich die Přílepská skála (Steinbruchberg, 418 m), im Nordosten die Blatina (407 m), östlich der Šibeník (406 m), im Südwesten die Kukle (Gugleberg, 403 m) sowie nordwestlich die Vinice (Weinberg, 423 m). Durch Senomaty führt die Staatsstraße II/228 zwischen Rakovník – Jesenice. Am südlichen Ortsrand verläuft die Bahnstrecke Rakovník–Bečov nad Teplou.
Nachbarorte sind Nouzov, Kolešovice und Chrášťany im Norden, Olešná, Samota-Senomaty, Zákonův Mlýn und Lužná im Nordosten, Rakovník und Letiště im Osten, Huřviny, Krčelák und Lubná im Südosten, Hostokryje, Příčina und Petrovice im Süden, Václavy, Nový Dvůr und Šanov im Südwesten, Patrákův Mlýn, Klečetné, Kosobody und Vinice im Westen sowie Pšovlky, Mateska, Čížkov und Zderaz im Nordwesten.

## Geschichte
Die erste schriftliche Erwähnung des Dorfes Szenomat erfolgte im Jahre 1233 in einer Schenkungsurkunde des Königs Wenzel I. an den Deutschen Orden als Entschädigung für die während seines Feldzuges gegen Herzog Friedrich II. von Österreich in den mährischen Kommenden Hosterlitz und Austerlitz hinterlassenen Zerstörungen. Später gelangte das Gut wieder in den Besitz der böhmischen Krone und wurde der königlichen Burgherrschaft Křivoklát angeschlossen. König Johann von Luxemburg erhob Senomaty vor 1319 zum untertänigen Städtchen und erteilte ihm mehrere Privilegien. Während der Hussitenkriege wurde Senomaty niedergebrannt, dabei gingen auch die alten Urkunden verloren. Am 15. April 1500 bestätigte König Vladislav II. Jagiello die alten Privilegien des Städtchens. Die älteste Nachricht über beide Kirchen stammt aus dem Jahre 1562, ihr Bau erfolgte jedoch wahrscheinlich im 14. Jahrhundert. Kaiser Rudolf II. verkaufte das Gut Senomaty 1589 an Wenzel Hochhauser von Hochhaus auf Pšovlky und Wenzel Chotek von Chotkow, wenig später wurde Wenzel Hochhauser alleiniger Besitzer. Am 31. März 1592 legte ein Großfeuer den größten Teil des Städtchens einschließlich des Rathauses und der Brauerei in Schutt und Asche; erhalten blieben lediglich das Pfarrhaus, die Kirche und acht Häuser. Vom neuen Grundherrn erhielten die abgebrannten Bewohner, deren Not dadurch, dass bei dem Feuer auch die zur Aussaat vorgesehenen Getreidevorräte vernichtet wurden, keine Unterstützung. Ein Großteil der Bewohner ließ seine Brandstellen in Senomaty liegen und zog nach Rakonitz, wo auch Rebellionspläne gegen Wenzel Hochhauser geschmiedet wurden. Nach Wenzels Tod erbte seine Witwe Anna, geborene von Schönhof den Besitz; danach folgte ihre Tochter Johanna. Im Jahre 1609 brachen bei einem Hochwasser des Rakovnický potok die Dämme von zwei Teichen, durch die Fluten wurde eine Mühle weggerissen. Johanna von Hochhausen und Duppau, die im Jahre 1612 Heinrich Wilhelm Kolowrat-Bezdružický auf Bistrau geheiratet hatte, verkaufte nach dem Tode ihrer Mutter 1613 das Gut Senomat für 24.500 Meißnische Schock an die Stadtgemeinde Rakonitz. Zu dieser Zeit hatte das Städtchen 40 Einwohner. Während des Dreißigjährigen Krieges besetzte Ende Oktober 1620 ein unter dem Befehl von Karl von Buquoy stehendes Kaiserliche Heer mit 50.000 Mann die Gegend und lagerte bei Senomaty. Die Bewohner des Städtchens flohen und suchten Schutz in den Mauern von Rakonitz. Bevor das Kaiserliche Heer weiter gegen die sich den Ständen angeschlossene Stadt Rakonitz zog, wurde Senomaty ausgeplündert und beim Abzug niedergebrannt. Am 30. Oktober 1620 griff das Kaiserliche Heer zwischen Rakonitz und Woleschna das befestigte Lager der vom Prinzen von Hohenlohe befehligten Abteilung des Ständeheeres an und nahm dieses nach einem heftigen Gefecht ein, wobei 500 Aufständische fielen und zahlreiche Gefangene gemacht wurden.
Da sich die Königliche Stadt Rakonitz während des Ständeaufstandes den Protestanten angeschlossen hatte, wurden ihre Güter Senomat und Wschetat nach der Schlacht am Weißen Berg konfisziert. Im Jahre 1624 wurde das Gut Senomat auf 14986 Schock abgeschätzt und war auf kaiserlichen Befehl zum Verkauf an Hermann Czernin von Chudenitz bestimmt. Nachdem die Bürgerschaft reumütig ihren Gehorsam gegenüber dem Kaiser erklärt hatte, konnte sie das Gut Senomat für die Schätzsumme zurückkaufen. Im Jahre 1631 lebten in dem ruinierten und verarmten Städtchen Senomaty nur noch elf Personen. In den letzten Kriegsjahren wurde die Gegend durch das schwedische Heer erneut geplündert und verwüstet. Von den Folgen des Krieges erholte sich Senomaty nur langsam. Die erste Nachricht über eine Schule stammt aus der Mitte des 17. Jahrhunderts. Im Jahre 1785 wurde bei der Kirche des hl. Laurentius eine Expositur eingerichtet, sie wurde 1823 wieder aufgehoben. Zwischen 1824 und 1825 ließ die Stadt Rakonitz in Senomaty ein neues Schulhaus errichten.
Im Jahre 1843 umfasste das Gut Senomat eine Nutzfläche von 619 Joch 437 Quadratklafter. Zum Gut gehörte einzig der gleichnamige Marktflecken Senomat / Senomaty. Dieser bestand aus 123 Häusern mit größtenteils tschechischsprachigen 879 Einwohnern. Im Ort gab es die Filialkirche des hl. Laurentius, die Begräbniskirche des hl. Stephan, eine Schule, einen verpachteten obrigkeitlichen Meierhof, eine unbewirtschaftete Schäferei, ein verpachtetes Bräuhaus, ein Wirtshaus und die rustikale Kotrauschki-Mühle. Abseits lag eine weitere, emphyteutische Mühle. Pfarrort war Rakonitz. Bis zur Mitte des 19. Jahrhunderts blieb Senomat der königlichen Kreisstadt Rakonitz untertänig.
Nach der Aufhebung der Patrimonialherrschaften bildete Senomaty / Senomat ab 1850 eine Marktgemeinde im Bezirk Rakonitz und Gerichtsbezirk Rakonitz. Beim Hochwasser von 1872 wurde der gesamte Ort überflutet. Im Jahre 1897 nahmen die k.k. Staatsbahnen den Betrieb auf der Bahnstrecke Rakonitz–Petschau auf. Im Jahre 1900 bestand Senomaty aus 158 Häusern und hatte 972 Einwohner. In den 1920er Jahren wurde der Ort elektrifiziert. 1932 lebten in Senomaty 911 Personen. In Folge des Münchner Abkommens war Senomaty zwischen 1938 und 1945 Grenzort zum Deutschen Reich. Im Jahre 1945 hatte Senomaty 425 Einwohner. Nouzov wurde 1961 eingemeindet, am 1. Januar 1980 kam noch Hostokryje mit Brant hinzu. Das Burian-Gut wurde 1982 abgerissen, ohne dass dafür eine Notwendigkeit bestand. Hostokryje und Brant lösten sich am 24. November 1990 von Senomaty los und bildeten die Gemeinde Hostokryje, die sich zum 1. November 2002 wieder an Senomaty anschloss. Am 10. Oktober 2006 wurde Senomaty der Status als Městys erneuert. Seit 2007 führen Senomaty als auch Brant, Hostokryje und Nouzov eigene Wappen und Banner.

## Gemeindegliederung
Die Gemeinde Senomaty besteht aus den Ortsteilen Hostokryje (Hostokreg, 1939–45 Gastdorf), Nouzov (Nausowa, 1939–45 Nothof) und Senomaty (Senomat). Grundsiedlungseinheiten sind Brant (Brand), Hostokryje, Nouzov und Senomaty. Das Gemeindegebiet gliedert sich in die Katastralbezirke Hostokryje, Nouzov u Senomat und Senomaty.

## Sehenswürdigkeiten
- Kirche des hl. Laurentius, der gotische Bau entstand im 14. Jahrhundert. Daneben befindet sich ein im 17. Jahrhundert errichteter hölzerner Glockenturm mit Fachwerksockel
- Barocke Friedhofskirche des hl. Stephan auf einer Anhöhe am südlichen Stadtrand, sie entstand vor 1562. Während des Dreißigjährigen Krieges wurde die Gruft mit den sterblichen Überresten von Anna Hochhauser zweimal aufgebrochen und geplündert. Beim Umbau der Kirche wurde ihre verwüstete Ruhestätte geöffnet und die Grabtafel in die Vorlaube der Kirche umgesetzt.
- Gezimmertes Haus Nr. 66 (Roubenka), das seit 1985 unbewohnte Haus verkam in den 1990er Jahren. Ein Abrissantrag der Agrargenossenschaft wurde jedoch mit Rücksicht auf den historischen Wert nicht bewilligt. 1999 erwarb die Gemeinde das Haus; seit 2001 ist es als Kulturdenkmal geschützt. Zwischen 2008 und 2010 erfolgte die Sanierung.
- Barocke Statue des hl. Prokop aus dem Jahre 1743
- Barocke Statue des hl. Judas Thaddäus, geschaffen 1722
- Von der Statue des hl Johannes von Nepomuk, die im Park stand, existiert seit 1919 nur noch der Sockel
- Sühnekreuz, es stammt aus dem 16. oder 17. Jahrhundert
- Wassermühle Davidův mlýn am östlichen Ortsrand, sie wurde 1571 als Votišovský mlýn erstmals erwähnt, ab 1813 gehört sie der Müllerfamilie David
- Denkmal für die Gefallenen des Ersten Weltkrieges im Park, enthüllt 1928
- Gedenkstein an der Stelle des 1982 abgerissenen Burian-Gutes
- Kapelle des hl. Johannes von Nepomuk in Nouzov
- Denkmal für Jan Hus auf dem Dorfplatz von Nouzov, geschaffen 1921
- Denkmal für die Gefallenen des Ersten Weltkrieges in Nouzov
- Kapelle der Tschechoslowakischen Hussitischen Kirche in Hostokryje

## Persönlichkeiten

### Söhne und Töchter der Gemeinde
- Max Konopásek (1820–1879), Musikwissenschaftler
- Celda Klouček (1855–1935), Bildhauer, Stuckateur und Paläontologe
- Kateřina Jalovcová (* 1978 in Hostokryje), Mezzosopranistin

### In der Gemeinde lebten und wirkten
- Auf dem Burian-Gut hielten sich in der 1. Hälfte des 20. Jahrhunderts häufig der Tenor Karel Burian und sein Neffe, der Komponist Emil František Burian auf. Nach seiner schweren Erkrankung zog sich Karel Burian auf das Gut zurück, wo er 1924 verstarb.
- František Chládek (1829–1861), tschechischer Volksdichter, er verbrachte seine letzten Lebensjahre in Senomaty und verstarb hier.